# Сборная Замбии по регби
Сборная Замбии по регби (англ. Zambia national rugby union team) представляет Замбию в международных матчах по регби-15 высшего уровня. Команда дебютировала на международной арене в 1975 году и сейчас ежегодно выступает в кубке Африки. Сборная не играла в финальной части чемпионатов мира. Первый мировой форум прошёл при участии только приглашённых команд, в число которых Замбия не попала. Следующие два чемпионата сборная пропустила, так как не участвовала в квалификационных турнирах. С кубка 1999 года Замбия неизменно пытается пробиться в финальную часть. Лучшая на данный момент пришлась на отборочную кампанию к чемпионату 2007 года: замбийцы выиграли в группе, но в стыковом матче за право продолжения борьбы проиграли Сенегалу.
Управляющим органом, координирующим деятельность сборной, является Замбийский регбийный союз. Одним из самых известных уроженцев Замбии, сделавших карьеру в регби, является экс-капитан «Уоллабис» Джордж Греган, родившийся в Лусаке. Этот же город стал родным для будущего капитана «Спрингбокс» Корне Криге. Сейчас сборная занимает 65-е место в мировом рейтинге IRB.

## Результаты

### Чемпионат мира
- 1987: не приглашены
- 1991: не участвовали
- 1995: не участвовали
- 1999: не прошли отбор
- 2003: не прошли отбор
- 2007: не прошли отбор
- 2011: не прошли отбор

### Общие
По состоянию на 17 июня 2013 года.
| Соперник       | Матчи | Победы | Поражения | Ничьи | Доля побед |
| -------------- | ----- | ------ | --------- | ----- | ---------- |
| Арабский залив | 1     | 0      | 1         | 0     | 0 %        |
| Ботсвана       | 8     | 5      | 3         | 0     | 63 %       |
| Зимбабве       | 4     | 2      | 2         | 0     | 50 %       |
| Камерун        | 2     | 1      | 1         | 0     | 50 %       |
| Кот-д’Ивуар    | 2     | 0      | 2         | 0     | 0 %        |
| Кения          | 1     | 0      | 1         | 0     | 0 %        |
| Маврикий       | 1     | 0      | 1         | 0     | 0 %        |
| Мадагаскар     | 3     | 0      | 3         | 0     | 0 %        |
| Марокко        | 1     | 0      | 1         | 0     | 0 %        |
| Намибия        | 2     | 0      | 2         | 0     | 0 %        |
| Руанда         | 1     | 1      | 0         | 0     | 100 %      |
| Эсватини       | 2     | 1      | 1         | 0     | 50 %       |
| Сенегал        | 2     | 0      | 2         | 0     | 0 %        |
| Уганда         | 3     | 1      | 2         | 0     | 33 %       |
| Всего          | 33    | 11     | 22        | 0     | 33 %       |